# Vilém Mucha
Vilém Mucha (4. dubna 1892 Strážnice – 4. března 1973 Praha) byl československý sportovní funkcionář, člen KSČ, předseda ČOV v letech 1951–1956, patřil k předním organizátorům tělovýchovy.

## Život
Narodil se v rodině Václava Muchy, strojníka ve Strážnici a jeho manželky Marie, rozené Březinové. V roce 1916 vystoupil z církve.
Od mládí se věnoval organizaci tělovýchovného hnutí; patřil mezi zakladatele FDTJ a v roce 1921 se stal jejím ústředním tajemníkem. V letech 1939–1945 byl vězněn v koncentračních táborech Dachau a Buchenwald. Byl aktivním členem KSČ, již na jejím VIII. sjezdu v roce 1946 byl zvolen do ústřední revizní komise. Od roku 1950 do roku 1952 byl náměstkem předsedy Státního úřadu pro tělesnou výchovu a sport.
V roce 1967 byl nejstarším členem předsednictva ČSTV.

## Ocenění
Byl mezi první desítkou vyznamenaných čestným titulem Zasloužilý pracovník v tělesné výchově a sportu, obdržel jej 11. prosince 1953. Obdržel též Řád Klementa Gottwalda, Řád republiky a medaili Jiřího Františka Chaloupeckého.

## Dílo
- Dějiny dělnické tělovýchovy v Československu, Svazek 1, Státní tělovýchovné nakladatelství, 1955, 793 stran